# حبيل طهم (مودية)

تعديل مصدري - تعديل

حبيل طهم هي إحدى قرى عزلة مودية بمديرية مودية التابعة لمحافظة أبين، بلغ تعداد سكانها 138 نسمة حسب تعداد اليمن لعام 2004.